# Mascarin Peak
Mascarin Peak (indtil 2003 kaldet State President Swart Peak), er det højeste bjerg på Marion Island, med en højde på 1.320 m. Marion Island er den største ø i øgruppen Prince Edward Islands i det subantarktiske Indiske Ocean. Øerne tilhører Sydafrika og administreres af South African National Antarctic Program. Mascarin Peak er rangeret som nummer 37 efter topografisk isolation.
Mascarin Peak er Sydafrikas eneste aktive vulkan. Det sidste udbrud fandt sted i 2004. Bjerget blev i 2003 omdøbt efter Marion du Fresnes fregat Le Mascarin.